# هفتمین تیپ مسلمان
تیپ ۷ مسلمان (بوسنیایی: Sedma muslimanska brigada) تیپی در ارتش جمهوری بوسنی و هرزگوین (ARBiH) بود. این گروه اغلب توسط رسانه‌های صرب و کروات با جوخه داوطلبان عرب، معروف به مجاهدین بوسنیایی، (جنگجویان خارجی از کشورهای مختلف اسلامی که در طول جنگ بوسنی ۱۹۹۲–۹۵ جنگیدند) اشتباه گرفته می‌شد. تیپ ۷ بیش از ۱۰۰۰ سرباز محلی داشت و بخشی از سپاه ۳ ارتش بوسنی بود، در حالی که المجاهد یک گروه مستقل بود.